# Hector Plancquaert
Hector Plancquaert, né à Wortegem le 21 décembre 1863 et mort à Outer le 3 juin 1953, est un homme politique belge.
Militant flamand, activiste, membre du mouvement des frères Daens et à l’origine du plancquaertisme, il fut aussi avocat et homme de lettres.

## Biographie

### Sa jeunesse
Hector Plancquaert est le plus jeune d'une famille de dix enfants. Son père, Marcellinus Plancquaert, médecin, fut bourgmestre catholique pendant 18 ans de la commune de Wortegem. Sa mère s'appelait Euphenia Van Merhaeghe.
Hector fit ses études primaires à Wortegem, ses humanités au collège épiscopal d'Audenarde, à ce moment francophone, et au collège Notre-Dame de Tournai. Il étudia le néerlandais par lui-même.
Il étudia ensuite le Droit et la Philosophie pendant deux ans à l'université catholique de Louvain, mais il abandonna ses études, sans obtenir de diplôme, pour effectuer un voyage aux Indes. L'année suivante, il aidait sa sœur dans la sucrerie de Zomergem.
En 1897, à 34 ans, en suivant le conseil du prêtre Daens, il reprit des études à l'université de Gand et, en un an, en octobre 1898, il obtint son doctorat en Droit au jury central à Bruxelles.
Il s’inscrivit au barreau de Gand et y ouvrit un bureau d'avocats. Il eut une vie aisée et resta célibataire.

### Sa vie politique
Hector Plancquaert est né dans une famille flamande catholique engagée politiquement. Il participa rapidement aux mouvements étudiants ou politiques.
En 1889, il fonda la Confédération flamande catholique d'Audenarde et lança l'initiative pour la création de la Fédération flamande catholique et garda des contacts avec la Nationaal Vlaamsch Verbond (NVV 1891-1914).
En 1892, il mena campagne contre le Parti catholique, conservateur et francophone.
En 1893, il se porta candidat, lors d'une élection provinciale, dans le canton de Waarschoot contre un candidat catholique francophone.
En 1893,il entra en contact avec les Chrétiens-démocrates d'Alost et en 1894, il était sur les listes du Parti démocrate-chrétien. Son soutien provoqua l'élection du père Daens.
Il se présenta de nombreuses fois à des élections entre 1895 et 1914, mais fut élu une seule fois pour une courte période.
Plancquaert fut président du Vlaamsch-Christene Volkspartij jusqu'à fin 1898.
En 1918, il devint vice-président du deuxième Conseil de Flandre.
Quelques jours avant l'armistice de 1918, Hector Plancquaert s'enfuit en Allemagne à Bad Salzuflen pour organiser l'accueil des activistes en fuite et en 1919, il partit aux Pays-Bas.
En Belgique, il fut comdamné à mort.
En 1929, à la suite de la loi d'Amnistie, il revint en Belgique et s'installa à Outer. Il était toujours activiste et espérait revenir sur la liste du Front Flamand des Chrétiens Démocrates.
Il rejeta la formation de la Vlaamsch National Verbond VNV pour des considérations démocratiques et, en 1936, il aida à la mise en place d'une liste indépendante de Chrétiens-démocrates contre la VNV, mais sans succès.
Ensuite, il se retira de la vie politique .

### Ses autres activités
Hector Plancquaert était aussi un homme de lettres.
En 1888, il devint rédacteur de Het Belfort et commença sa carrière d'écrivain.
En 1889, il écrivit un roman historique, Lambrecht van Loo, ainsi qu'une pièce dramatique intitulée De Dood van Karel den Goede, Graaf van Vlaanderen.
Ensuite, il écrivit Jan Vleminx un roman sur la démocratie-chrétienne du mouvement de Daens.
En 1896, Plancquaert fonda l'hebdomadaire Het Recht qui servit de guide à son engagement dans le mouvement de Daens. Il en fut le rédacteur bénévole pendant des années.

### La fin de sa vie
Il mourut, à 89 ans, à Outer dans la famille Ceuterick.

## Le plancquaertisme
Le plancquaertisme a un lien intime avec la vie politique d'Hector Plancquaert. Ce mouvement est un courant à l'intérieur du daensisme, même si Adolf Daens se défend d'avoir créé ce dernier.
Le plancquaertisme entérina la rupture avec le Parti catholique. C'est la tendance la plus importante, radicale et flamande, qui défend, au contraire de Daens, l'autonomie absolue à l'égard des organisations catholiques et du clergé.
Plancquaert influença le mouvement de Daens dans le sens anti-clérical, anti-royaliste et anti-militariste et organisa la résistance au VNV .